# Bengt Blasberg

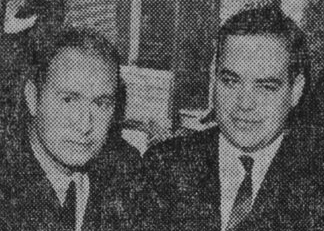
Henrik Jais-Nielsen och Bengt Blasberg

Bengt Julius Blasberg, född 8 maj 1927 i Köpenhamn, död 1 februari 1995 i Helsingborg, var en dansk-svensk arkitekt. 
Blasberg, som var son till direktör Julius Blasberg och Ragnhild Aller, utexaminerades från Kunstakademiets Arkitektskole i Köpenhamn 1954. Han drev tillsammans med Henrik Jais-Nielsen arkitektbyrå i Helsingborg från 1957. Av hans arbeten kan nämnas Aller Press i Helsingborg 1957–1959, L.M. Ericsson i Ronneby 1961–1962, Höganäs-Billesholms AB:s järnsvampverk 1962–1963, serviceanläggning för Volvo i Karlskrona 1963–1964, H. Hollesens Fabrikker A/S i Korsør 1960–1964, Lars Foss Kemi i Fredensborg 1961–1964, Karlskrona verkstadsby 1965, Grafiska AB i Värnamo 1965, friluftsbad på Råå 1965, administrationsbyggnad för AB Förenade superfosfatfabriker i Landskrona 1966 och småhusområde i Råå.